# 小行星6467
小行星6467（英語：6467 Prilepina）是一颗围绕太阳公转的小行星。1979年10月14日，尼古拉·切爾尼赫在克里米亚发现了此天体。
这颗小行星的绝对星等为232.6976403189604等。